# HMM Megamax-Klasse
Die HMM Megamax-Klasse ist eine Baureihe von Containerschiffen der koreanischen Reederei Hyundai Merchant Marine (HMM). Die zwölf in Auftrag gegebenen Schiffe werden seit April 2020 abgeliefert und gehören zu den größten Containerschiffen weltweit.

## Geschichte

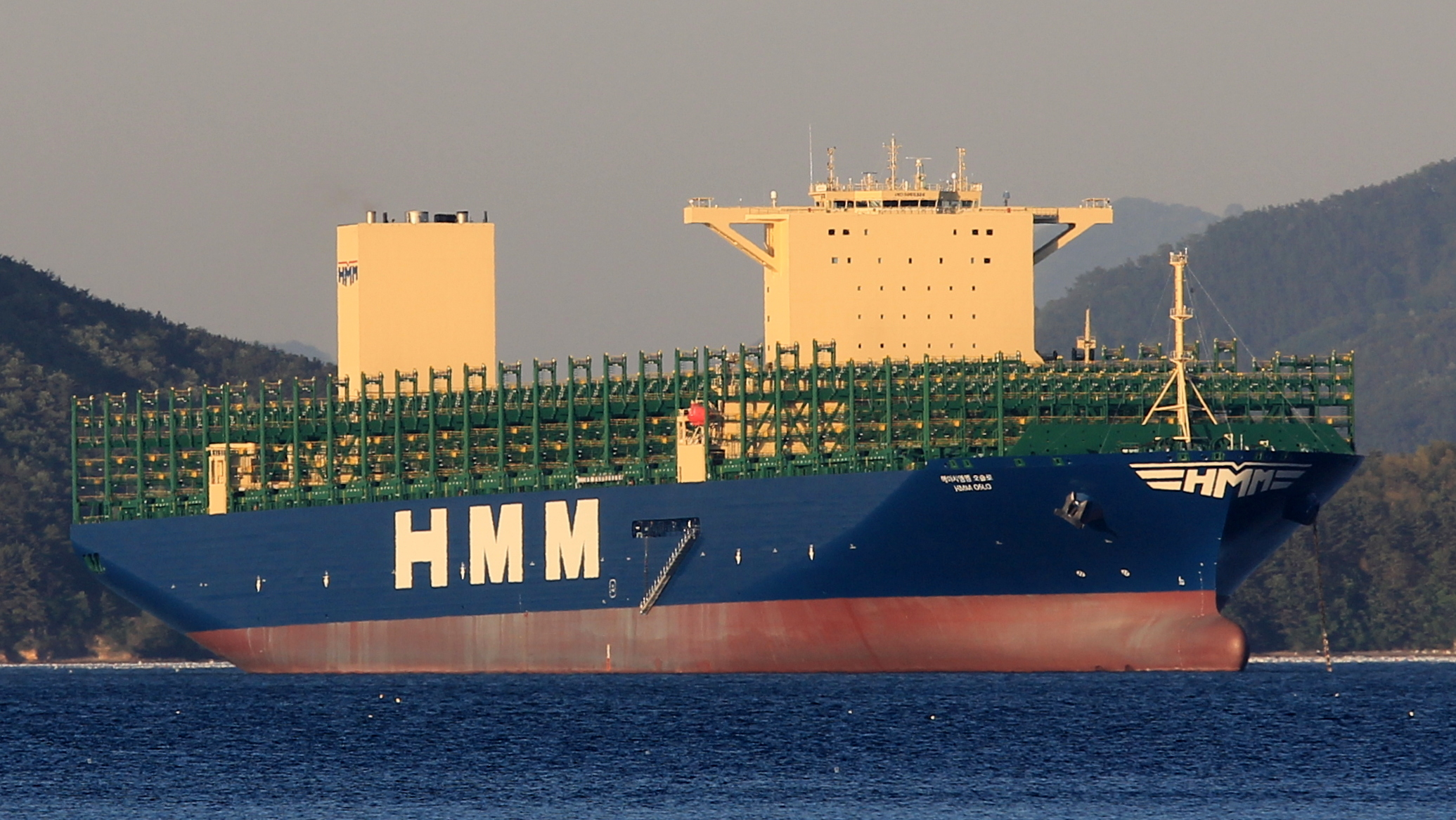
Die HMM Oslo vor Geojedo

Die zwölf Einheiten umfassende Megamax-Baureihe wurde am 28. September 2018 bei den südkoreanischen Schiffbauern Samsung Heavy Industries (SHI) und Daewoo Shipbuilding & Marine Engineering (DSME) zusammen mit einer bei Hyundai Heavy Industries zu bauenden Serie kleinerer ULCS-Containerschiffe in Auftrag gegeben. Der Auftrag wurde von der staatseigenen Korea Ocean Business Corporation finanziell unterstützt. Die Schiffe sollen zwischen Europa und Ostasien im Rahmen der strategischen Allianz The Alliance eingesetzt werden, der HMM im April 2020 als Vollmitglied beitritt. Bisher verwendete HMM Panamax-Schiffe als strategischer Partner der 2M-Allianz.

## Technik
Die Schiffe gehören innerhalb der ULCS-Schiffe zur Gruppe der Megamax-24-Containerschiffe. Sie sind, wie die Einheiten der MSC Megamax-24 und CMA CGM Megamax-24, rund 400 Meter lang und verfügen in der Länge über 24 Stellplatz-Bays. Die Megamax-Schiffe sind aber um etwa zweieinhalb Meter breiter als die vorher größten ULCS, um querschiffs eine zusätzliche 24. Reihe Container stauen zu können. In den Laderäumen und an Deck können die Container entwurfsmäßig jeweils bis zu zwölf Lagen in der Höhe gestaut werden – zusammen ebenfalls 24 Lagen. Mit einer 13. Lage an Deck wurde die Stellplatzkapazität jedoch nachträglich nochmal erhöht, um letztlich auf nominal knapp 24.000 TEU zu kommen.
Das Deckshaus ist wie bei den meisten ULCS-Serien relativ weit vorne angeordnet, was einen verbesserten Sichtstrahl und somit eine höhere vordere Decksbeladung ermöglicht. Vor dem Deckshaus sind sieben 40-Fuß-Bays, dahinter 13 Bays und hinter dem Maschinenaufbau vier weitere Bays angeordnet. Die Bunkertanks sind unterhalb des Aufbaus angeordnet; sie erfüllen die einschlägigen MARPOL-Vorschriften. Die Laderäume der Schiffe werden mit Pontonlukendeckeln verschlossen. Die maximale Containerkapazität wurde zunächst mit etwa 23.000 TEU angegeben; die Einheiten werden jedoch mit etwa 24.000 TEU gebaut. Es sind Anschlüsse für 2200 Integral-Kühlcontainer vorhanden.
Als Antrieb der Schiffe dient ein Zweitakt-Dieselmotor, der auf einen Festpropeller wirkt. Die Energieversorgung an Bord wird durch Hilfsdiesel sichergestellt. Die Schiffe werden für Slow steaming ausgelegt.

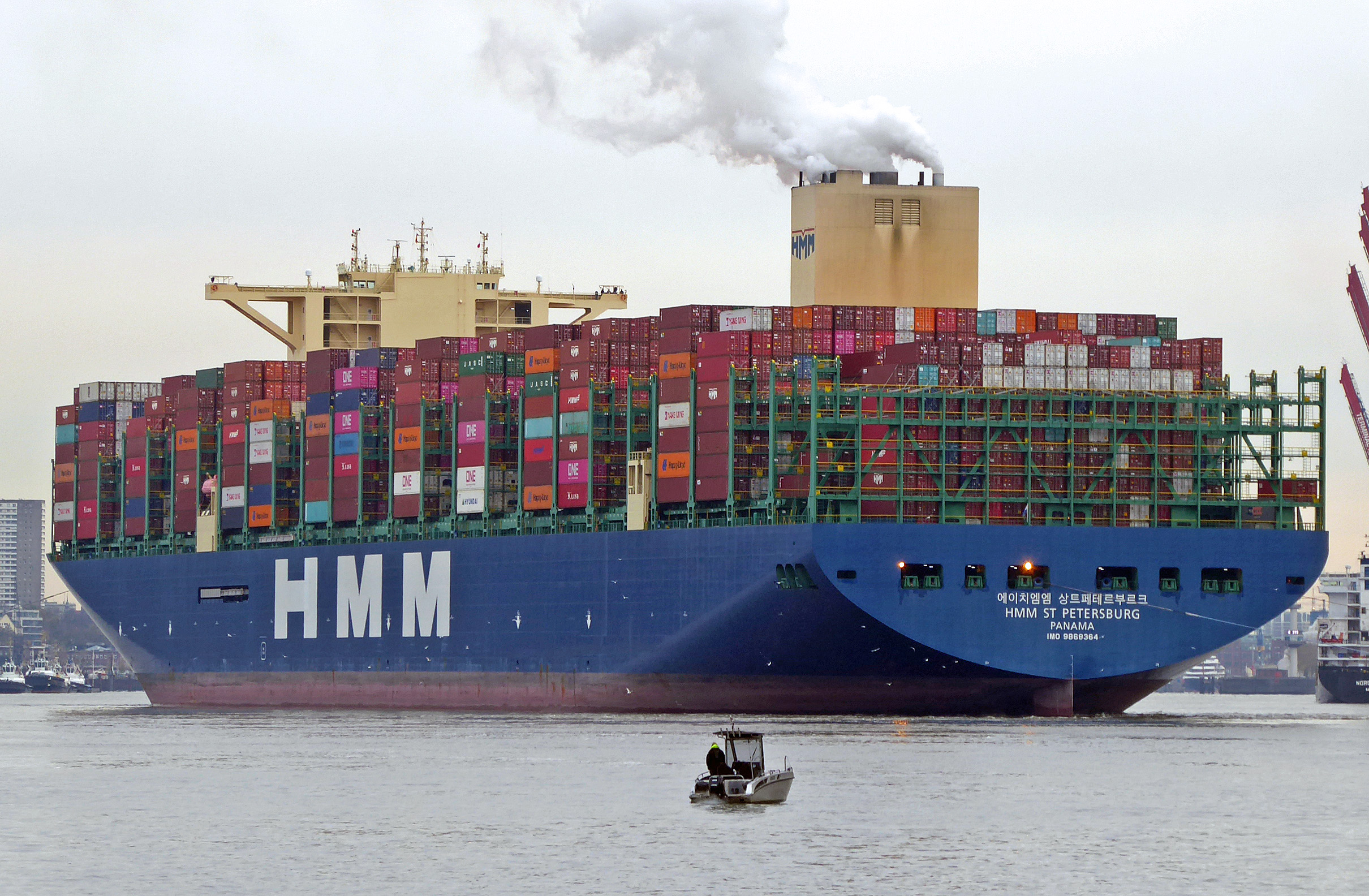
HMM St. Petersburg 2023 in Hamburg

## Die Schiffe
| HMM Megamax-Klasse                                 | HMM Megamax-Klasse  | HMM Megamax-Klasse | HMM Megamax-Klasse                                  | HMM Megamax-Klasse         |
| Bauname                                            | Bauwerft/ Baunummer | IMO- Nummer        | Kiellegung Stapellauf Ablieferung                   | Umbenennungen und Verbleib |
| -------------------------------------------------- | ------------------- | ------------------ | --------------------------------------------------- | -------------------------- |
| HMM Algeciras                                      | DSME/ 4318          | 9863297            | 30. September 2019 14. Dezember 2019 24. April 2020 | so in Fahrt                |
| HMM Copenhagen                                     | DSME/ 4319          | 9863302            | 11. Oktober 2019 18. Januar 2020 22. Mai 2020       | so in Fahrt                |
| HMM Dublin                                         | DSME/ 4320          | 9863314            | 5. November 2019 1. Februar 2020 29. Mai 2020       | so in Fahrt                |
| HMM Gdansk                                         | DSME/ 4321          | 9863326            | 23. Dezember 2019 7. März 2020 12. Juni 2020        | so in Fahrt                |
| HMM Hamburg                                        | DSME/ 4322          | 9863338            | 19. November 2019 28. März 2020 3. Juli 2020        | so in Fahrt                |
| HMM Helsinki                                       | DSME/ 4323          | 9863340            | 3. Februar 2020 26. April 2020 17. Juli 2020        | so in Fahrt                |
| HMM Le Havre                                       | DSME 4324           | 9868314            | 9. März 2020 23. Mai 2020 28. August 2020           | so in Fahrt                |
| HMM Oslo                                           | SHI/ 2288           | 9868326            | 22. Oktober 2019 23. Dezember 2019 8. Mai 2020      | so in Fahrt                |
| HMM Rotterdam                                      | SHI/ 2289           | 9868338            | 30. Oktober 2019 4. Februar 2020 26. Juni 2020      | so in Fahrt                |
| HMM Southampton                                    | SHI/ 2290           | 9868340            | 26. Dezember 2019 12. März 2020 31. Juli 2020       | so in Fahrt                |
| HMM Stockholm                                      | SHI/ 2291           | 9868352            | 6. Februar 2020 29. April 2020 7. August 2020       | so in Fahrt                |
| HMM St Petersburg                                  | SHI 2292            | 9868364            | – 4. Juni 2020 –                                    | so in Fahrt                |
| Daten: new-ships.com / Korean Register of Shipping |                     |                    |                                                     |                            |